# Liste des parcs éoliens en Eure-et-Loir
Pour un article plus général, voir Liste des parcs éoliens en France.
Cette liste recense les parcs éoliens installés en Eure-et-Loir.

## Liste des parcs éoliens en Eure-et-Loir
Cette liste comprend 32 entrées, pour un total de 222 turbines et une capacité globale de 531,375 MW. Elle n'est pas exhaustive.
| Nom du parc Opérateur                                                 | Site / Ville                                                               | Département  | Région              | Localisation                | Démarrage       | Arrêt | Turbines       | Capacité (MW) | Superficie (ha) | Production (GWh/an) |
| --------------------------------------------------------------------- | -------------------------------------------------------------------------- | ------------ | ------------------- | --------------------------- | --------------- | ----- | -------------- | ------------- | --------------- | ------------------- |
| Le Moulin d'Émanville JPee                                            | Allonnes, Beauvilliers                                                     | Eure-et-Loir | Centre-Val de Loire |                             | septembre 2014  |       | 17             | 51            |                 |                     |
| Le Grand Camp Boralex                                                 | Barmainville, Neuvy-en-Beauce, Oinville-Saint-Liphard, Rouvray-Saint-Denis | Eure-et-Loir | Centre-Val de Loire | 48° 15′ 15″ N, 1° 55′ 25″ E | septembre 2010  |       | 5              | 10            |                 |                     |
| Le Bois Cheneau Futuren                                               | Barmainville, Oinville-Saint-Liphard, Rouvray-Saint-Denis                  | Eure-et-Loir | Centre-Val de Loire | 48° 13′ 58″ N, 1° 55′ 16″ E | août 2009       |       | 5              | 10            |                 |                     |
| Chemin d’Ablis EDF Énergies Nouvelles                                 | Baudreville, Gouillons, Léthuin, Neuvy-en-Beauce, Vierville                | Eure-et-Loir | Centre-Val de Loire | 48° 19′ 00″ N, 1° 51′ 30″ E | novembre 2008   |       | 26             | 52            |                 |                     |
| Bois de l’Arche ERG                                                   | Beauvilliers                                                               | Eure-et-Loir | Centre-Val de Loire | 48° 17′ 33″ N, 1° 38′ 51″ E | mai 2006        |       | 5              | 11,5          |                 |                     |
| Bois Bigot ERG                                                        | Boisville-la-Saint-Père                                                    | Eure-et-Loir | Centre-Val de Loire | 48° 20′ 20″ N, 1° 40′ 51″ E | mai 2006        |       | 4              | 9,2           |                 |                     |
| Bonneval Zephyr ENR                                                   | Bonneval                                                                   | Eure-et-Loir | Centre-Val de Loire | 48° 12′ 00″ N, 1° 25′ 24″ E | mai 2006        |       | 6              | 12            |                 |                     |
| Chemin de Tuleras Enertrag                                            | Boullay-Thierry (Le), Villemeux-sur-Eure                                   | Eure-et-Loir | Centre-Val de Loire | 48° 10′ 17″ N, 1° 54′ 45″ E | novembre 2006   |       | 6              | 12            |                 |                     |
| Cormainville Difko                                                    | Cormainville, Guillonville                                                 | Eure-et-Loir | Centre-Val de Loire | 48° 07′ 10″ N, 1° 37′ 38″ E | novembre 2006   |       | 30             | 60            |                 |                     |
| Cormainville STEAG                                                    | Cormainville, Guillonville, Courbehaye                                     | Eure-et-Loir | Centre-Val de Loire |                             | octobre 2016    |       | 7              | 17,5          |                 |                     |
| Dammarie EDPR                                                         | Dammarie                                                                   | Eure-et-Loir | Centre-Val de Loire |                             | mai 2016        |       | 6              | 12            |                 |                     |
| Espier EDF Énergies Nouvelles                                         | Fresnay-l'Évêque                                                           | Eure-et-Loir | Centre-Val de Loire |                             | en construction |       | 5              | 17,2          |                 |                     |
| Francourville EDPR                                                    | Francourville                                                              | Eure-et-Loir | Centre-Val de Loire |                             | juin 2016       |       | 6              | 12            |                 |                     |
| Le Moulin de Pierre Nord Zephyr ENR                                   | Le Gault-Saint-Denis                                                       | Eure-et-Loir | Centre-Val de Loire |                             | janvier 2017    |       | 3              | 9,9           |                 |                     |
| Le Moulin de Pierre Sud Zephyr ENR                                    | Le Gault-Saint-Denis, Pré-Saint-Martin                                     | Eure-et-Loir | Centre-Val de Loire |                             | janvier 2017    |       | 3              | 9,9           |                 |                     |
| Gommerville Vergnet                                                   | Gommerville                                                                | Eure-et-Loir | Centre-Val de Loire | 48° 20′ 01″ N, 1° 56′ 47″ E | mars 2006       |       | 1              | 0,275         |                 |                     |
| Les Gargouilles Futuren                                               | Gommerville, Oysonville                                                    | Eure-et-Loir | Centre-Val de Loire | 48° 23′ 38″ N, 1° 57′ 10″ E | mai 2011        |       | 8              | 18,4          |                 |                     |
| Les Vingt Setiers Futuren                                             | Gommerville, Oysonville, Pussay (Essonne)                                  | Eure-et-Loir | Centre-Val de Loire |                             | juin 2011       |       | 5              | 11,5          |                 |                     |
| Guilleville EDF Énergies Nouvelles                                    | Guilleville                                                                | Eure-et-Loir | Centre-Val de Loire |                             | en construction |       | non-communiqué | 17,7          |                 |                     |
| Janville - Bois Clergeons Eurowatt                                    | Janville, Poinville                                                        | Eure-et-Loir | Centre-Val de Loire | 48° 11′ 13″ N, 1° 53′ 34″ E | décembre 2005   |       | 5              | 11,5          |                 |                     |
| Butte Saint-Liphard Ardian                                            | Janville, Oinville-Saint-Liphard                                           | Eure-et-Loir | Centre-Val de Loire | 48° 13′ 07″ N, 1° 53′ 27″ E | mai 2007        |       | 4              | 10            |                 |                     |
| Hauts de Melleray JPee                                                | Janville, Oinville-Saint-Liphard                                           | Eure-et-Loir | Centre-Val de Loire | 48° 12′ 59″ N, 1° 53′ 58″ E | juillet 2007    |       | 4              | 10            |                 |                     |
| Louville-la-Chenard Ardian + WPO                                      | Louville-la-Chenard                                                        | Eure-et-Loir | Centre-Val de Loire | 48° 20′ 19″ N, 1° 47′ 48″ E | janvier 2006    |       | 18             | 36            |                 |                     |
| Louville 2 non communiqué                                             | Louville-la-Chenard                                                        | Eure-et-Loir | Centre-Val de Loire |                             | janvier 2017    |       | 5              | 16,5          |                 |                     |
| Canton de Bonneval : Villars - Neuvy-en-Dunois EDF Énergies Nouvelles | Neuvy-en-Dunois, Villars                                                   | Eure-et-Loir | Centre-Val de Loire |                             | septembre 2009  |       | 8              | 24            |                 |                     |
| Voie Blériot est Eurowatt                                             | Poinville, Santilly                                                        | Eure-et-Loir | Centre-Val de Loire |                             | décembre 2005   |       | 5              | 11,5          |                 |                     |
| Voie Blériot ouest JPee                                               | Poinville, Santilly                                                        | Eure-et-Loir | Centre-Val de Loire |                             | novembre 2005   |       | 5              | 11,5          |                 |                     |
| Réclainville Neoen                                                    | Réclainville                                                               | Eure-et-Loir | Centre-Val de Loire |                             | décembre 2012   |       | 3              | 6             |                 |                     |
| Roinville Enertrag                                                    | Roinville                                                                  | Eure-et-Loir | Centre-Val de Loire |                             | décembre 2006   |       | 4              | 8             |                 |                     |
| Champ-Besnard JPee                                                    | Santilly                                                                   | Eure-et-Loir | Centre-Val de Loire | 48° 08′ 07″ N, 1° 53′ 23″ E | février 2007    |       | 4              | 10            |                 |                     |
| Le Carreau ERG                                                        | Terminiers                                                                 | Eure-et-Loir | Centre-Val de Loire | 48° 05′ 57″ N, 1° 45′ 18″ E | juin 2006       |       | 4              | 10            |                 |                     |
| Les Trois Muids ERG                                                   | Terminiers                                                                 | Eure-et-Loir | Centre-Val de Loire | 48° 04′ 46″ N, 1° 42′ 12″ E | décembre 2006   |       | 5              | 11,5          |                 |                     |
| Totaux                                                                | 32                                                                         |              |                     |                             |                 |       | 222            | 531.375       |                 |                     |

## Projets
- Maisons : un projet d'implantation de neuf éoliennes a été jugé devant la cour administrative d'appel de Nantes[11], et refusé définitivement par un second jugement[12] ;

- Villemeux-sur-Eure : un projet d'extension prévoyant 6 nouvelles éoliennes est en instance depuis 2012[13] ;

- Ermenonville-la-Grande : un projet d'implantation de cinq éoliennes est, en octobre 2018, en délibéré auprès de la cour administrative d'appel de Nantes[14].

- Marchéville : la construction d'un parc de six éoliennes a débuté en mai 2019 sur la commune entre le bourg, le hameau du Breuil et Magny. Il est réalisé par la société EDPR, une filiale du groupe Energias de Portugal et ouvert au financement participatif[15].

- Ormoy : en 2018, trois éoliennes, développant une puissance nominale totale de 6 MW, sont en construction sur le territoire de la commune[16].